# Многочекињасти црви
Многочекињасти црви (Polychaeta) су чланковити црви који скоро сви живе на морском дну и на сваком телесном сегменту имају по пар меснатих кожномишићних израштаја, који се означавају као параподије. Свака параподија носи велики број хитинских чекиња или хета (отуда име класе). Параподије и хете служе за кретање.
Највећи број њих као одрасли живе на морском дну на дубини до 30м (обалска зона). Има међу њима и оних који силазе и на веће дубине од 400 m па чак и неки до дубине од 5000 m. Крећу се по песку милећи или у њему праве дугачке ходнике, као што то ради крупан морски црв Arenicola. Мањи број врста плива слободно у планктону. То су обично црви чије је тело провидно, стакласто.
Посебну групу чине они црви који живе причвршћени за подлогу (сесилни) и око себе излучују заститну љуштуру у облику цевчице. Из тих цевчица вири главени део са пипцима или се ти пипци претварају у поклопац који затвара улаз у цевчицу.
Многоцекињасти морски црви живе од годину дана до неколико година. Тело им је веома разноврсно и најчешће веома упадљиво и шарено обојено. Неки међу њима имају способност да у мраку испуштају плавичасту, флуоресцентну светлост.
Имају велику способност регенерације (обнављања) изгубљених делова тела.
Најпознатији представник ових црва је свакако морски миш или афродита чије је тело покривено густим чекињама које се преливају у свим дугиним бојама.

## Класификација
- поткласа 
  - ред 
    - породица 
    - породица 
    - породица 
    - подред 
    - породица 
    - породица 
    - породица 
    - породица 
    - породица 
    - породица 
    - породица 
    - породица 
    - породица 
    - породица 
    - подред 
    - породица 
    - породица 
    - породица 
    - и још 25 породица

  - ред 
    - породица 
    - породица 
    - породица 
    - породица 
    - подред 
    - породице
    - подред 
    - породице
    - пордед Terebellida
    - породица 
    - породица 
    - породица 
    - породица 
    - породица 
    - породица 
    - породица 
    - породица 
    - породица 
    - породица 
    - породица 
    - породица 
    - породица
- поткласа 
  -     - породица 
    - породица 
    - породица 
    - породица 
    - породица 
    - породица 
    - породица 
    - породица 
    - породица 
    - породица 
    - породица 
    - породица 
    - породица